# 采尔 (苏黎世州)
采尔（德語：Zell）是瑞士联邦苏黎世州温特图尔区的市镇。该市镇面积为12.70平方千米，海拔高度541米，2018年12月31日人口数为6,032。